# Elecciones estatales de Chihuahua de 1956
Las elecciones estatales de Chihuahua de 1956 se llevaron a cabo el domingo 1 de julio de 1956, y en ellas se renovaron los siguientes cargos de elección popular :
- Gobernador de Chihuahua. Titular del Poder Ejecutivo del estado, electo para un periodo de seis años no reelegibles en ningún caso, el candidato electo fue Teófilo Borunda. Aunque bajo graves acusaciones y denuncias de fraude electoral.
- 12 diputados del Congreso del Estado. Electos por mayoría relativa en cada uno de los distritos electorales uninominales.
- 66 ayuntamientos. Compuestos por un presidente municipal y regidores, electos para un periodo de tres años no reelegibles para el periodo inmediato.

Se trató de la primera elección en la que fueron escogidos el Gobernador, los Ayuntamientos y el Congreso al mismo tiempo, luego de las reformas a la Constitución Política del Estado y al Código Municipal promovidas por el exgobernador Oscar Soto Maynez en noviembre de 1954, en las que se establecía que las elecciones de todos los poderes del estado fueran concurrentes.

## Resultados electorales

### Gobernador
|  | 27.08 % |

|  | 72.92 % |

|  | 100.00 % |

### Ayuntamientos
| Partido                                | Partido | Partido                              | Ayuntamientos |
| -------------------------------------- | ------- | ------------------------------------ | ------------- |
|                                        |         | Partido Acción Nacional              | 0/66          |
|                                        |         | Partido Revolucionario Institucional | 66/66         |
| Total                                  | Total   | Total                                | 66            |
| Las Elecciones en Chihuahua 1921-2006. |         |                                      |               |

#### Ayuntamiento de Chihuahua
- Esteban Uranga Prado   Hecho

#### Ayuntamiento de Juárez
- René Mascareñas Miranda   Hecho

### Congreso del Estado de Chihuahua
| Partido                                | Partido | Partido                              | Escaños |
| -------------------------------------- | ------- | ------------------------------------ | ------- |
|                                        |         | Partido Acción Nacional              | 0/12    |
|                                        |         | Partido Revolucionario Institucional | 12/12   |
| Total                                  | Total   | Total                                | 12      |
| Las Elecciones en Chihuahua 1921-2006. |         |                                      |         |

## Impugnaciones
El Comité Regional del PAN denunció que el candidato del PRI, Teófilo Borunda no cumplía con los requisitos legales para ser candidato a gobernador toda vez que no se separó del cargo de senador con al menos seis mese de antelación al día de la elección, presentando ante esta situación una denuncia en la Procuraduría General de la República. Sin embargo, la Comisión Especial del Congreso del Estado que calificaría la elección consideró que al no tener como Senador una jurisdicción de tipo ejecutiva en el estado no era inelegible al puesto ya que el no solicitar la licencia con seis meses de antelación tampoco podía hacer que coaccionara al vaoto.
Por su parte, el candidato del Partido Revolucionario Institucional a presidente municipal de Ciudad Juárez, René Mascareñas Miranda fue acusado de fraude por el candidato del Partido Acción Nacional, Alfonso Arronte Domínguez, alegando que Mascareñas solo había obtenido el veinte por ciento de la votación, pues luego de la elección se habían anulado arbitrariamente los sufragios emitidos en 19 secciones electorales.